# Pantala flavescens
La libélula rayadora naranja (Pantala flavescens) es una especie de libelúla que pertenece a la familia de las libélulas rayadoras (Libellulidae). Es una especie circumtropical que ocurre en todos los continentes ubicados en el ecuador.  Esta especie es migratoria, y sus traslados son ligados al frente monzónico de la zona de convergencia intertropical (ITCZ por sus siglas en inglés).

## Clasificación y descripción
El género Pantala incluye dos especies cosmopolitas, fuertes voladoras y de gran tamaño. Suelen aparecer en grandes enjambres y es común verlas volando lejos de cuerpos de agua, en ciudades y sobre carreteras. P. flavescens tiene la cara amarilla, esta se vuelve roja en individuos maduros; el tórax es café oliváceo; el abdomen es amarillo; las alas de los machos presentan manchas cafés en las puntas.

## Distribución
Todos los países de África dentro del Afrotrópico (incluyendo Madagascar e islas cercanas), excepto Yibuti y Eritrea donde debería estar presente pero no se tienen registros. Más al norte se han encontrado pequeños números de migrantes en los demás países Africanos excepto Libia y Sahara occidental. Fuera de África esta especie es comúnmente observada en la península arábiga y todo el Medio Oriente, ocasionalmente también alcanza el sur de Europa (Montenegro, isla Rodas,  Grecia en la frontera con Turquía, porción europea de Turquía y el área norte del Cáucaso). En América se distribuye sobre todo el Neotrópico y las migraciones alcanzan el sureste de Canadá. En Asia se sabe que llega al límite norte de Asia central, el sur de Siberia, Kamchatka, Japón y hacia el sur hasta Australia.
Sus migraciones llegan a los 14 000 a 18 000 kilómetros de distancia, a menudo a altitudes de 1000 m s. n. m. Debido a tales migraciones, las poblaciones separadas por largas distancias tienen genotipos relativamente similares, en vez de ser poblaciones independientes.

## Hábitat
Comúnmente usa charcas y pozas temporales aunque ocasionalmente puede reproducirse en aguas permanentes.

## Estado de conservación
Se considera como especie de preocupación menor en la lista roja de la IUCN.